# Banca francesa
Banca francesa ist ein Glücksspiel mit drei Würfeln. Trotz des Namens „Französische Bank“ handelt es sich um ein portugiesisches Spiel, das nahezu ausschließlich in den Spielbanken in Portugal, wie etwa im Casino Estoril, und in Macau angeboten wird. 

## Die Regeln
Die nachstehende Beschreibung folgt Regelheften des Casinos Estoril und des Casino Lisboa in Macau:
Die Spieler setzen ihre Einsätze auf eine der drei Chancen
- Pequeno auch 5 – 6 – 7 oder Small,
- Grande auch 14 – 15 – 16 oder Big,
- Ases bzw. Aces,

sodann wirft der Croupier drei Würfel.
Zeigen die drei Würfel
- drei Einsen, so gewinnen die Einsätze auf Ases im Verhältnis 61 : 1, während die Einsätze auf Pequeno und Grande verlieren;
- die Augensumme 5, 6 oder 7, so gewinnen die Einsätze auf Pequeno im Verhältnis 1 : 1, die Einsätze auf Grande und Ases werden eingezogen;
- die Augensumme 14, 15 oder 16, so gewinnen die Einsätze auf Grande im Verhältnis 1 : 1, die Einsätze auf Pequeno und Ases werden eingezogen;
- eine beliebige andere Augensumme, also 4, 8, 9, 10, 11, 12, 13, 17 oder 18, so bleiben die Einsätze stehen und können von den Spielern verändert werden.

Der Bankvorteil beträgt bei allen drei Wettarten 1/63 = 1,59 %.